# Championnat des îles Féroé de football de deuxième division
Le 1. Deild Menn est le championnat de deuxième division organisé par la Fédération des îles Féroé de football. 10 équipes participent à la compétition.
Le 1. Deild Menn commence à partir du mois d'avril et se termine début novembre. Beaucoup de clubs de première division ont leur équipe réserve qui dispute ce championnat, mais aucune de ces réserves ne peut obtenir la promotion, selon les règles fixées par la Fédération. Toutes les équipes affrontent leurs adversaires 3 fois, soit 27 matchs disputés par équipe.
Le champion et le second du championnat -si ce n'est pas une équipe réserve- sont automatiquement promu en Betrideildin. Si c'est une équipe réserve, c'est le club classé 3e qui rejoint l'élite.

## Histoire
Fondée en 1943 sous le nom de Meðaldeildin, elle agit dans un système de promotion et relégation avec la première division depuis 1976 , quand le système de ligue de football des îles Féroé a été réorganisé. À l'époque, 1. deild était le nom donné à la première division, remplaçant le «Meistaradeildin». Le premier club à être promu a été le  Fram Tórshavn après avoir remporté la division pour la première fois de leur histoire. La première équipe reléguée en championnat était le NSÍ Runavík.

## Compétition
Le classement est établi sur le barème de points classique (victoire à 3 points, match nul à 1, défaite à 0). Les 2 premiers sont promus en Betrideildin -si ce n'est pas une équipe réserve- la première division. Les 2 derniers sont relégués en 2.deild, la troisième division.

## Clubs de la saison 2024[2]
| \| AB TB B36 II HB II HOY SUð KÍ II NSÍ II B71 VÍK II \| Localisation des clubs engagés dans le championnat 2024. |
| AB TB B36 II HB II HOY SUð KÍ II NSÍ II B71 VÍK II                                                                |

- AB Argir
- B36 Tórshavn II
- B71 Sandoy
- HB Tórshavn II
- FC Hoyvík
- FC Suðuroy
- KÍ Klaksvík II
- NSÍ Runavík II
- TB Tvøroyri
- Víkingur Gøta II

## Palmarès
- 1943 : TB Tvøroyri II
- 1944 : pas de championnat
- 1945 : KÍ Klaksvík II
- 1946 : Royn Hvalba
- 1947 : B36 Torshavn II
- 1948 : TB Tvøroyri
- 1949 : KÍ Klaksvík II
- 1950 : B36 Torshavn II
- 1951 : KÍ Klaksvík II
- 1952 : HB Torshavn II
- 1953 : KÍ Klaksvík II
- 1954 : KÍ Klaksvík II
- 1955 : HB Torshavn II
- 1956 : KÍ Klaksvík II
- 1957 : B36 Torshavn II
- 1958 : HB Torshavn II
- 1959 : KÍ Klaksvík II
- 1960 : SÍF Sandavágur
- 1961 : B36 Torshavn II
- 1962 : B36 Torshavn II
- 1963 : KÍ Klaksvík II
- 1964 : VB Vágur
- 1965 : B36 Torshavn II
- 1966 : HB Torshavn II
- 1967 : B36 Torshavn II
- 1968 : B36 Torshavn II
- 1969 : SÍ Sørvágur
- 1970 : SÍF Sandavágur
- 1971 : B36 Torshavn II
- 1972 : KÍ Klaksvík II
- 1973 : SÍF Sandavágur
- 1974 : KÍ Klaksvík II
- 1975 : KÍ Klaksvík II
- 1976 : Fram Tórshavn
- 1977 : MB Miðvágur
- 1978 : NSÍ Runavík
- 1979 : GÍ Gøta
- 1980 : B68 Toftir
- 1981 : LÍF Leirvík
- 1982 : MB Miðvágur
- 1983 : NSÍ Runavík
- 1984 : ÍF Fuglafjørður
- 1985 : B36 Tórshavn
- 1986 : VB Vágur
- 1987 : ÍF Fuglafjørður
- 1988 : B71 Sandoy
- 1989 : MB Midvagur
- 1990 : NSÍ Runavík
- 1991 : B71 Sandoy
- 1992 : LÍF Leirvík
- 1993 : NSÍ Runavík
- 1994 : VB Vágur
- 1995 : HB Torshavn II [3]
- 1996 : NSÍ Runavík
- 1997 : SÍ Sumba
- 1998 : B71 Sandoy
- 1999 : FS Vágar
- 2000 : EB/Streymur
- 2001 : TB Tvøroyri
- 2002 : FS Vágar
- 2003 : ÍF Fuglafjørður
- 2004 : TB Tvøroyri
- 2005 : B68 Toftir
- 2006 : B71 Sandoy
- 2007 : B68 Toftir
- 2008 : 07 Vestur
- 2009 : VB/Sumba Vágur
- 2010 : 07 Vestur
- 2011 : FC Suðuroy
- 2012 : 07 Vestur
- 2013 : B68 Toftir
- 2014 : TB Tvøroyri
- 2015 : Skála ÍF
- 2016 : EB/Streymur
- 2017 : AB Argir
- 2018 : ÍF Fuglafjørður
- 2019 : KÍ Klaksvík II [4]
- 2020 : Víkingur Gøta II [5]
- 2021 : Skála ÍF
- 2022 : ÍF Fuglafjørður
- 2023 : Skála ÍF
- 2024 : Víkingur Gøta II [5]

## Bilan
| Bilans par clubs \| Rang \| Club \| Titres (Premier-Dernier) \| \| 1 \| KÍ Klaksvík II \| 12 (1945-2019) \| \| 2 \| B36 Tórshavn II \| 9 (1947-1971) \| \| 3 \| HB Tórshavn II \| 6 (1952-1995) \| \| 4 \| NSÍ Runavík II \| 5 (1978-1996) \| \| \| 07 Vestur II \| 5 (1999-2012) \| \| \| ÍF Fuglafjørður \| 5 (1984-2022) \| \| 5 \| TB Tvøroyri \| 4 (1948-2014) \| \| \| B68 Toftir \| 4 (1980-2013) \| \| \| B71 Sandoy \| 4 (1988-2006) \| \| 6 \| SÍF Sandavágur \| 3 (1960-1973) \| \| \| VB Vágur \| 3 (1964-1994) \| \| \| MB Miðvágur \| 3 (1977-1989) \| \| \| Skála ÍF \| 3 (2015-2023) \| \| 7 \| LÍF Leirvík \| 2 (1981-1992) \| \| \| EB/Streymur \| 2 (2000-2016) \| \| \| FC Suðuroy \| 2 (2009-2011) \| \| \| Víkingur Gøta II \| 2 (2020-2024) \| \| 8 \| Royn Hvalba \| 1 (1946) \| \| \| Fram Tórshavn \| 1 (1976) \| \| \| GÍ Gøta \| 1 (1979) \| \| \| B36 Tórshavn \| 1 (1985) \| \| \| SÍ Sumba \| 1 (1997) \| \| \| VB/Sumba Vágur \| 1 (2009) \| \| \| AB Argir \| 1 (2017) \| |                  |                          |
| Rang | Club             | Titres (Premier-Dernier) |
| 1 | KÍ Klaksvík II   | 12 (1945-2019)           |
| 2 | B36 Tórshavn II  | 9 (1947-1971)            |
| 3 | HB Tórshavn II   | 6 (1952-1995)            |
| 4 | NSÍ Runavík II   | 5 (1978-1996)            |
| | 07 Vestur II     | 5 (1999-2012)            |
| | ÍF Fuglafjørður  | 5 (1984-2022)            |
| 5 | TB Tvøroyri      | 4 (1948-2014)            |
| | B68 Toftir       | 4 (1980-2013)            |
| | B71 Sandoy       | 4 (1988-2006)            |
| 6 | SÍF Sandavágur   | 3 (1960-1973)            |
| | VB Vágur         | 3 (1964-1994)            |
| | MB Miðvágur      | 3 (1977-1989)            |
| | Skála ÍF         | 3 (2015-2023)            |
| 7 | LÍF Leirvík      | 2 (1981-1992)            |
| | EB/Streymur      | 2 (2000-2016)            |
| | FC Suðuroy       | 2 (2009-2011)            |
| | Víkingur Gøta II | 2 (2020-2024)            |
| 8 | Royn Hvalba      | 1 (1946)                 |
| | Fram Tórshavn    | 1 (1976)                 |
| | GÍ Gøta          | 1 (1979)                 |
| | B36 Tórshavn     | 1 (1985)                 |
| | SÍ Sumba         | 1 (1997)                 |
| | VB/Sumba Vágur   | 1 (2009)                 |
| | AB Argir         | 1 (2017)                 |